# Runda z Dohy
Runda z Dohy (znana także jako Runda katarska, Runda rozwoju, Runda z Doha, Runda Dauha, Runda z Dauhy – od stolicy Kataru – Doha) – trwająca od 2001 roku runda negocjacyjna w ramach Światowej Organizacji Handlu. Obok dalszych kroków na rzecz liberalizacji handlu do głównych omawianych kwestii należą m.in. subsydiowanie rolnictwa, prawo patentowe, regulacje antydumpingowe oraz ochrona własności intelektualnej. Jako jeden z celów określono dążenie do poprawy sytuacji w krajach biednych. Według szacunków OECD pomyślne zakończenie negocjacji mogłoby doprowadzić do wzrostu globalnego PKB o 300 mld dolarów amer. rocznie.
W listopadzie 2008 o zakończenie rozmów zaapelowało G20. 7 grudnia 2013 podpisano pakiet umów z Bali liberalizujących handel międzynarodowy.